# 교차모

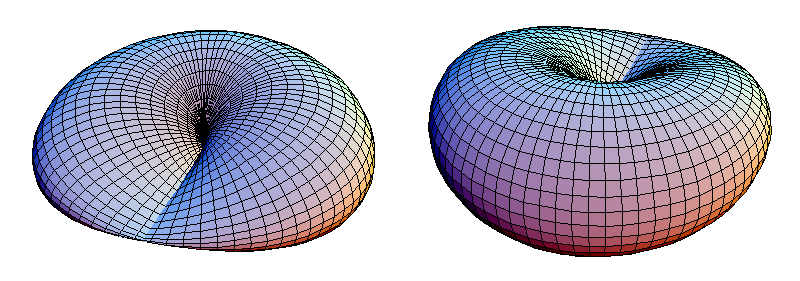
교차모

위상수학에서 교차모(交叉帽, 영어: crosscap 크로스캡[*])은 위상적으로 뫼비우스 띠와 같은 2차원 면이다. 보통은 이를 변형시켜 경계를 원으로 만든 것을 의미한다.
교차모는 원판(disc)의 경계를 실수 사영 평면으로 바꾸어주어 얻는다. 실수 사영 평면은 원둘레의 마주보는 점들을 이어붙이는 {\displaystyle Z_{2}} 연산으로 얻어진다. 두개의 교차모의 경계를 이어붙이면 클라인 병이 된다. 위상수학의 가장 중요한 정리 중의 하나는 2차원 면의 분류에 관한 다음이다. 경계가 없는 모든 콤팩트 곡면은 원환면와 교차모들의 연결합과 위상동형이며, 이 경우 항상 교차모의 수를 2개 이하로 잡을 수 있다.